# Sinyora Enrica ile İtalyan Olmak
Pour plus de détails, voir Fiche technique et Distribution.
Sinyora Enrica ile İtalyan Olmak (italien : Diventare italiano con la signora Enrica) est une comédie dramatique italo-turque d'Ali İlhan (tr) sortie en 2010.
Le film est présenté en avant-première au Festival international du film d'Antalya 2010.

## Synopsis
Abandonnée avec son enfant par son mari, signora Enrica est bien connue de son entourage pour refuser de laisser entrer un homme dans sa maison. Elle loue les chambres de sa maison à des étudiantes, tout en travaillant comme couturière et au marché. Elle décide de faire une exception à sa règle pour Ekin, un étudiant turc qui ne connaît pas très bien la langue. Ekin tombe amoureux de Valentina, une autre locataire de la maison, et cherche à communiquer avec elle. Signora Enrica enseigne à Ekin l'italien, la danse et la cuisine, en d'autres termes, tout ce qu'il doit savoir pour entrer en contact avec Valentina et la conquérir. Le fils de la signora Enrica, Giovanni, commence à reprocher à sa mère de donner à une étrangère l'amour qu'elle a refusé à tout le monde pendant des années.

## Fiche technique
- Titre original : Sinyora Enrica ile İtalyan Olmak[1]
- Réalisation : Ali İlhan (tr)
- Scénario : Ali İlhan (tr)
- Photographie : Soykut Turan
- Montage : Arzu Volkan
- Musique : Orhan Şallıel
- Décors : Emrah Sonmez
- Production : Elvan Arca, Can Arca
- Société de production : Ares Media
- Pays de production :  Turquie -  Italie
- Langue originale : turc, italien
- Format : Couleurs
- Durée : 110 minutes
- Genre : Comédie dramatique
- Dates de sortie : 
  - Turquie : 10 octobre 2010 (Festival international du film d'Antalya) ; 18 février 2011 (sortie nationale)

## Distribution
- İsmail Hacıoğlu (tr) : Ekin
- Lavinia Longhi (tr) : Valentina
- Claudia Cardinale : Signora Enrica
  - Fahriye Evcen : Signora Enrica jeune
- Teoman Kumbaracıbaşı (tr) : Giovanni
- Bedia Ener (tr) : le voisin curieux
- Levent Can (tr) : Francesco
- Murat Karasu (tr) : le père d'Ekin
- Sema Çeyrekbaşıoğlu (tr) : Barbara
- Ahmet Musluoğlu : le musicien
- Galip Erdal (tr) : postaci
- Nilay Cennetkuşu (tr) : Maria

## Production
Le film a été tourné en extérieurs à Istanbul, en Turquie, et à Rimini, en Italie.